# Marko Nunić
Marko Nunić, slovenski nogometaš, * 16. marec 1993, Ljubljana.
Nunić je profesionalni nogometaš, ki igra na položaju napadalca. Od leta 2024 je član italijanskega kluba Cjarlins Muzane. Ped tem je igral za slovenske klube Olimpijo, Radomlje, Šenčur, Aluminij, Zavrč, Gorico in Primorje, grški AEL, romunski Dinamo București, ciprski PAEEK ter italijanski Dolomiti Bellunesi. Skupno je v prvi slovenski ligi odigral 103 tekme in dosegel 15 golov. V sezoni 2013/14 prvi strelec v drugi slovenski ligi.